# Èpsilon de Perseu
Èpsilon de Perseu (ε Persei) és el quart estel més brillant a la constel·lació de Perseu després de Mirfak (α Persei), Algol (β Persei) i Zeta de Perseu (ζ Persei). La seva magnitud aparent és +2,90 i s'hi troba a 540 anys llum del sistema solar.
Èpsilon de Perseu és un estel múltiple la component primària del qual, Èpsilon de Perseu A, és un calent estel blau de la seqüència principal. De tipus espectral B0.5V, té una temperatura superficial de 27.600 K. La seva lluminositat, tenint en compte una important proporció emesa com a radiació ultraviolada, és equivalent a 24.900 sols. Dins de l'astronomia, és coneguda com una «variable d'espectre» extrema; la forma de les seves línies d'absorció varia ràpidament durant períodes múltiples entre 2,27 i 8,46 hores, relacionats al seu temps amb petites fluctuacions de lluentor. La seva velocitat de rotació és d'almenys 134 km/s, implicant un període de rotació inferior a 2,6 dies; per la seva banda, les oscil·lacions en l'espectre suggereixen un període de 1,7 dies. Les variacions espectrals plantegen la possible presència d'una estrella binària propera amb un període orbital de 14 dies. Així mateix, Èpsilon Persei A està catalogada com a variable Beta Cephei, oscil·lant la seva lluentor 0,12 magnituds. Amb una edat de menys de 10 milions d'anys i una massa de 14 masses solars, en uns milions d'anys explotarà com una brillant supernova.
Èpsilon de Perseu B, de magnitud +7,59, s'hi localitza visualment a 10 segons d'arc d'Èpsilon de Perseu A. És una estrella blanca de la seqüència principal de tipus A2V, la separació del qual amb la component A és d'almenys 1600 ua. El període orbital d'aquesta binària és igual o major de 16.000 anys.